# Giovanni Battista Benardelli
Giovanni Battista Benardelli (Cormons, 3 febbraio 1819 – Trieste, 12 aprile 1858) è stato un pittore, incisore e fotografo italiano.

## Biografia
Nato il 3 febbraio 1819, Giovanni Battista Gaspare Domenico Benardelli studiò pittura a Graz e all'Accademia di belle arti di Vienna. Di famiglia benestante, dal 1845 poté viaggiare a lungo per istruirsi in Austria, in Germania, in Belgio e in Italia. Dopo una breve permanenza a Cormons, dove affrescò la casa natale, nel 1851 si trasferì a Parigi, dove si avvicinò al paesaggismo della scuola di Barbizon e compose dieci acqueforti di paesaggi, datate 1852. 
Ritornato in Italia nel 1854, si stabilì dapprima a Udine, affrescando i saloni di palazzo Gallici Strassoldo (opere distrutte durante la seconda guerra mondiale) e di palazzo Mangilli Del Torso, e poi a Trieste dove, malato di sifilide, morì nel 1858. 
I paesaggi di Benardelli sono «idealizzati e caratterizzati dal tratto realistico di piante e figure umane, dalla luce indiretta e tenue, [...] dal gioco fra luci e ombre, con un pretesto realistico diluito in una visione idilliaca d'intonazione arcadica». I suoi pochi ritratti sono «caratterizzati da una visione intimistica e affettiva, in cui i particolari del volto raffigurano lo spirito e diventano introspettivi, psicologici, suggerendo la personalità del soggetto».
Benardelli, zio del pittore Domenico Mazzoni, fu maestro del pittore udinese Antonio Picco.